# Золотая стрела (фильм, 1962)
«Золотая стрела» (итал. L’arciere delle mille e una notte) — итальянский приключенческий фильм-сказка 1962 года, снятый режиссёром Антонио Маргерити.

## Сюжет
Султан Дамаска Бактиар объявляет о том, кто сможет выпустить золотую стрелу из волшебного лука и поразить ею мишень. Тот станет мужем его дочери Джамилы и наследником трона. Многие известные принцы из соседних государств пытаются достичь цели, но все их попытки тщетны, они не приносят желаемого результата. Испытание шло к своему завершению, как в городе появляется юноша, принц Огненного острова по имени Хасан, который из волшебного лука поражает золотой стрелой мишень. Принц Хасан и Джамила полюбили друг друга, но на их пути становится Бактиар. Для того чтобы не потерять свой трон, жестокий султан, отец Джамилы, всячески препятствует их браку…

## В ролях
- Таб Хантер — Хасан
- Россана Подеста — Джамила
- Марио Феличиани — Бактиар
- Умберто Мелнати — тонкий джинн
- Доминик Бошеро — королева скалистой долины
- Ренато Бальдини — принц Басры
- Жустино Дурано — рассеянный джинн
- Франко Скандурра — бородатый джинн
- Глория Милланд — королева в пещере
- Хосе Хаспе — Сабрат

## Съёмочная группа
- Режиссёр: Антонио Маргерити
- Продюсер: Гоффредо Ломбардо
- Сценаристы: Бруно Вайлати, Августо Фрассинетти, Филиппо Санджуст, Джорджо Проспери, Джорджо Арлорио
- Оператор: Габор Погань
- Композитор: Марио Нашимбене